# Xian de Linshu
Le xian de Linshu (临沭县 ; pinyin : Línshù Xiàn) est un district administratif de la province du Shandong en Chine. Il est placé sous la juridiction de la ville-préfecture de Linyi.

## Démographie
La population du district était de 612 853 habitants en 1999.